# Ethemon
Ethemon is een kevergeslacht uit de familie van de boktorren (Cerambycidae). De wetenschappelijke naam van het geslacht werd voor het eerst geldig gepubliceerd in 1864 door Thomson.

## Soorten
Ethemon omvat de volgende soorten:
- Ethemon basale (Burmeister, 1865)
- Ethemon basirufum Napp, 1979
- Ethemon brevicorne Napp & Reynaud, 1998
- Ethemon imbasale Tippmann, 1960
- Ethemon iuba Napp & Martins, 2006
- Ethemon lepidum Thomson, 1864
- Ethemon weiseri Bruch, 1926